# Henry Palmé
Henry Artur Palmé (* 4. September 1907 in Lund; † 2. Juni 1987 in Enskede) war ein schwedischer Leichtathlet.
Henry Palmé gewann von 1934 bis 1942 neunmal hintereinander die schwedische Meisterschaft im Marathonlauf. 1944 holte er dann seinen zehnten Titel.
Bei den Olympischen Spielen 1936 in Berlin belegte er in 2:46:08,4 Stunden Platz 13. Bei den Europameisterschaften 1938 gewann er in 2:42:13,6 Stunden die Bronzemedaille.
Palmé war 1,69 m groß und hatte ein Wettkampfgewicht von 57 kg. Seine persönliche Bestleistung im Marathon stellte er 1939 mit 2:36:56 Stunden auf.